# Poggio Nativo
Poggio Nativo település Olaszországban, Lazio régióban, Rieti megyében. Lakosainak száma 2592 fő (2023. január 1.). Poggio Nativo Casaprota, Castelnuovo di Farfa, Mompeo, Poggio Moiano, Scandriglia, Toffia, Frasso Sabino és Nerola községekkel határos.

## Népesség
A település lakossága az elmúlt években az alábbi módon változott:
| Lakosok száma | 2588 | 2558 | 2592 |
|               | 2017 | 2018 | 2023 |